# Faculté de chimie de l'université nationale autonome du Mexique
La faculté de chimie de l'université nationale autonome du Mexique est située à Tacuba au Mexique. Elle fait partie de l'université nationale autonome du Mexique.

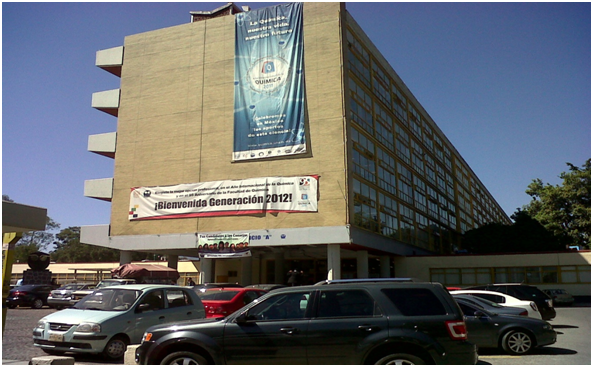
Bâtiment principal de la Faculté de chimie de l'université nationale autonome du Mexique

## Fondation
La date clé est celle du 23 septembre 1916 lorsque, par décret présidentiel du président mexicain de l'époque, Venustiano Carranza, l'École nationale de chimie industrielle a été fondée dans la ville de Tacuba. En février 1917 l'école a été incorporée à l'université nationale autonome du Mexique (UNAM).

## Offre éducative
La Faculté de chimie est l'un des 27 établissements d'enseignement de l'Université nationale autonome du Mexique. La Faculté mène des recherches en biochimie, chimie analytique, chimie organique, chimie physique, chimie alimentaire, biotechnologie, métallurgie, ingénierie chimie, chimie pharmaceutique, Chimie minérale, chimie nucléaire, chimie théorique et physique théorique. La faculté est organisée en 12 départements scientifiques et 4 unités.   
La Faculté de Chimie propose également 6 programmes d'études de 4,5 ans de durée pour l'obtention de baccalauréats en génie chimique, génie chimique et métallurgique, chimie, chimie pharmaceutique biologique, chimie alimentaire, chimie et ingénierie des matériaux.
L'établissement offre également des programmes d'études de troisième cycle pour obtenir des diplômes de maîtrise et de doctorat dans les domaines suivants : sciences chimiques, sciences biochimiques, génie chimique, administration industrielle, enseignement pour l'enseignement secondaire supérieur, science des matériaux et ingénierie, sciences marines et limnologie, biochimie clinique.
De plus, la Faculté offre plusieurs programmes de formation continue, ainsi qu'un large éventail de cours avancés et de diplômes.

## Campus
La plupart des bâtiments de la Faculté sont situés sur le campus principal de l'UNAM, la Ciudad Universitaria, au sud de Mexico. Il existe deux autres campus, le Joint External Tacuba à Tacuba, à l'ouest de Mexico, et à la station étrangère de Sisal, à Sisal au Yucatán.